# Rue de la République (Saint-Denis)
Pour les articles homonymes, voir Rue de la République.
La rue de la République est une voie publique de Saint-Denis, ville du département de Seine-Saint-Denis, en France.

## Situation et accès
La rue de la République est une artère commerçante qui va de l'église neuve (dite aussi de l'Estrée) à la basilique en passant à côté du marché et de la mairie.
Voies adjacentes
En partant de l'est, la rue de la République croise les voies suivantes :
- place Victor-Hugo ;
- rue de la Légion-d'Honneur ;
- place Jean-Jaurès ;
- rue Gabriel-Péri ;
- rue Gibault ;
- rue Fontaine ;
- rue Émile-Connoy ;
- rue du Corbillon ;
- rue des Chaumettes ;
- rue Catulienne ;
- rue de la Charronnerie ;
- boulevard Jules-Guesde.

## Historique

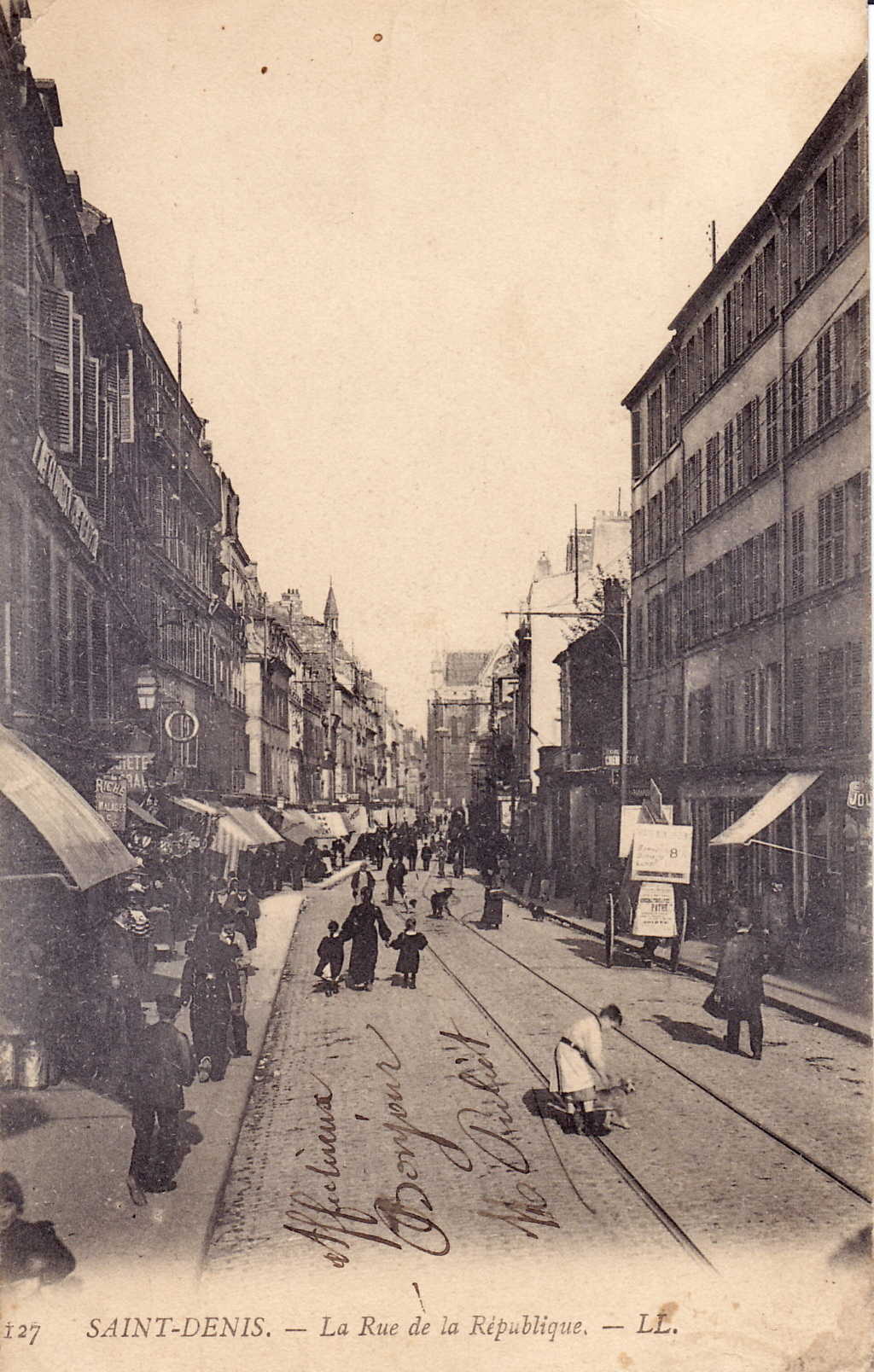
Avant 1914.

La rue de la République est l'une des voies les plus anciennes et plus importantes de la commune de Saint-Denis.
Selon le 53e volume de la publication « L'Intermédiaire des chercheurs et curieux » paru en 1906, la voie qui constitue actuellement la rue de la République aurait été une portion de la Via Strada, voie romaine qui reliait Paris à Pontoise, puis Beauvais et Rouen. Selon cette même publication, cette voie aurait porté le nom de rue de l'Estrée.
La rue a porté le nom de rue Compoise  jusqu'au 12 mai 1893 (date de la décision du conseil municipal de Saint-Denis) de rebaptiser la voie en rue de la République. Le toponyme Compoise (via Compendiosa,) pourrait être une altération populaire de Pontoise selon l'historien Pierre Douzenel. Selon Fernand Levavasseur, il s'agit en revanche d'une déformation du latin qui signifierait « Chemin raccourci ».
Jusqu'en 1865, la rue Compoise n'allait que jusqu'à la rue Catulienne. C'est à la suite de la construction de l'église Saint-Denis-de-l'Estrée qu'elle est prolongée jusqu'au boulevard Chateaudun, devenu boulevard Jules-Guesde.
Durant la Seconde Guerre mondiale, comme de nombreuses autres voies en France, l'artère est temporairement baptisée du nom du maréchal Pétain par une décision de l'assemblée communale du 25 novembre 1940. Elle retrouve son nom précédent dès le premier conseil municipal provisoire d'octobre 1944.
Au début des années 1980, la rue redevient piétonne.
C'est à l'angle de la rue du Corbillon que se déroule l'opération policière du 18 novembre 2015 à Saint-Denis qui fait suite aux attentats islamistes survenus cinq jours plus tôt et qui firent 130 morts et plusieurs centaines de blessés. Elle a pour but d'appréhender des membres de la cellule terroriste responsable de ces attaques.

## Bâtiments remarquables et lieux de mémoire

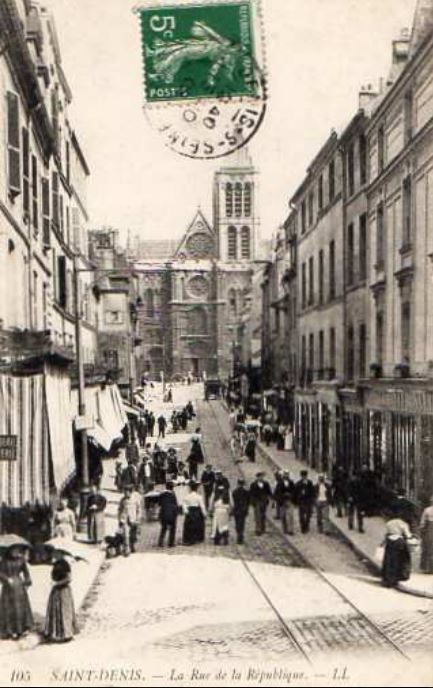
Saint-Denis, rue de la République.

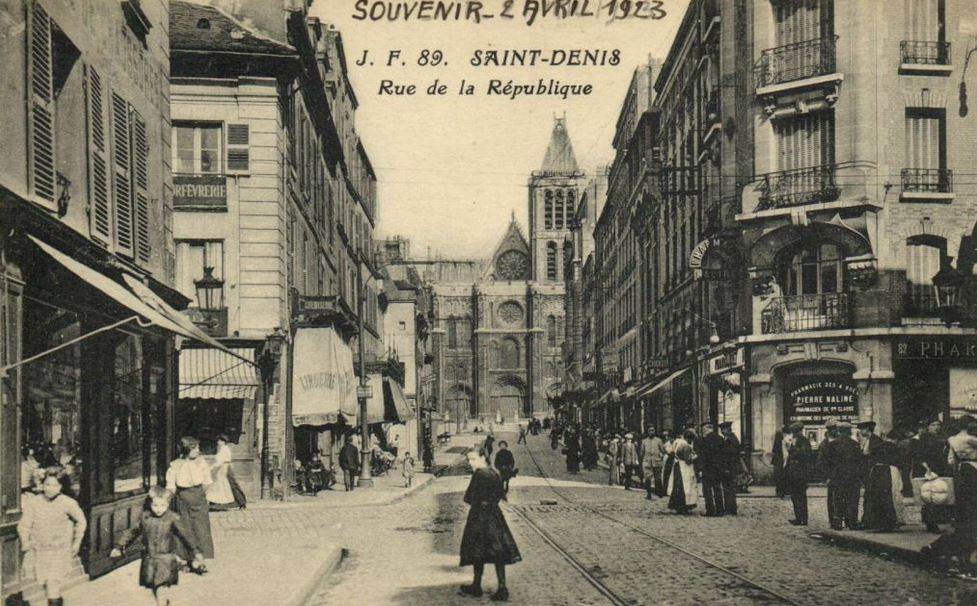
La rue de la République en 1923.

- L'îlot Cygne, où ont été entreprises des fouilles archéologiques
- Square Condroyer.
- Hôtel de ville de Saint-Denis.
- Marché de Saint-Denis, rue Pierre-Dupont.
- Au no 59, un bureau de poste, créé en 1882 dans les locaux de l'ancienne sous-préfecture construits à l'emplacement du bâtiment des religieuses de la Visitation, installées à cet endroit en 1738[10].